# ルイ7世 (フランス王)
ルイ7世（Louis VII, 1120年 - 1180年9月18日）は、フランス・カペー朝第6代国王（在位：1137年 - 1180年）。ルイ6世と2番目の王妃アデル・ド・サヴォワの息子。 若王（the Younger 仏：le Jeune）と呼ばれる。アリエノール・ダキテーヌの最初の夫、第2回十字軍の指導者の1人として知られている。

## 生涯

### 最初の結婚と即位
当時のフランス王室カペー朝は、未だ王権が強固ではなく、直接の支配は王領のみに限られていたのに対し、アキテーヌ公家（ポワティエ家またはラヌルフ家）は広大な領地に加え、多数の有力貴族を臣従させていた。1137年に死去したアキテーヌ公ギヨーム10世から遺言で娘のアリエノール・ダキテーヌの後見を託されたルイ6世は、彼女の夫に自分の息子のルイ王太子を選び、婚姻によってアキテーヌを手に入れて王権を強固にさせようとする。
1120年にルイ6世の次男として誕生し、聖職者となるべく教育を受けていたが、兄フィリップが1131年に急死したため、王位継承者（共治王）となった。1137年6月18日、ルイ王太子は十字軍遠征に匹敵する規模の行列で、ボルドーに向かう。従叔父のヴェルマンドワ伯ラウル1世、ブロワ伯兼シャンパーニュ伯ティボー4世、父の学友でありパリ郊外のサン＝ドニにあるサン＝ドニ大聖堂の修道院長でもあるシュジェールが従い、ルイ6世は若い王子に王太子としての振舞いについて細かい注意を与え、シュジェールを通してアリエノールとの接し方を教えようとした。
7月1日に王太子一行はアキテーヌ領内に到着する。11日、ボルドーに到着したルイ王太子と対面したアリエノールは、その頼りなげな姿に落胆するものの政略によって人生が急変した点においてルイに共感した。しかし、アキテーヌ公家に比してカペー家の歴史は浅く、アキテーヌ公領の方が遥かに豊かで広大であることから、驕った考えを持ち内心でルイを見下していた。
25日にボルドーのサン＝タンドレ大聖堂（詳細は月の港ボルドーを参照）で結婚式が挙行、続く大宴会で1000人も招待され数日間賑やかに催された。8月1日、アリエノールとルイ王太子がポワティエ入りしたその日、ルイ6世が危篤となったため、王太子夫妻はパリに急行してルイ6世の葬儀を済ませ戴冠式も挙行する。こうして夫妻は結婚とほぼ同時に国王ルイ7世・王妃アリエノールとなり、ルイ7世は単独のフランス王となった。
父の死から4ヶ月足らず、アリエノールは15歳でフランス王妃となった。南仏アキテーヌの女領主として育った陽気なアリエノールと、修道院育ちであり生真面目で信仰心の篤いルイ7世は性格が合わなかった。後に離婚した際にアリエノールはルイ7世のことを「王と結婚したと思ったら、僧侶だった」と言ったといわれる。しかしルイ7世の温和な性格から、不仲は表面化しなかった。2人の間にはマリー、アリックスの娘2人が生まれたが男子をもうけることは出来なかった。

### 王家や教会・都市との紛争
パリで王妃になってから、アリエノールは宮廷でしばしば問題を引き起こした。ルイ7世への強い影響力が周囲の懸念になり、母アデルはアリエノールとルイ7世を巡って衝突した。アリエノールが南フランスの文化を北フランスの影響が強い宮廷へ強引に持ち込んだことも両者の対立が深まり、アデルは宮廷を出てマチュー1世・ド・モンモランシーと再婚、パリ郊外のコンピエーニュの城に引き籠った。シュジェールも宮廷に来なくなり、アリエノールが我が物顔に振舞い始めたが、宮廷の北フランス貴族たちとアリエノールの育った文化の違いが露になり両者は互いに軽蔑、ルイ7世も南フランスの文化に馴染めず修道士の如く勉学と祈りに打ち込んだ質素な生活を送り、夫婦の嗜好の違いが現れ始めた。
即位直後にポワティエ伯（アリエノール）からの独立を唱えたポワティエにルイ7世が遠征、この軍事行動は死者を出さずに平定したが、自治都市宣言を撤回させただけでなく、反乱指導者たちの子供たちを人質に差し出すことを要求したルイ7世の厳しい処置はアリエノールの関与が疑われている。シュジェールの取り成しでルイ7世は要求を取り消し、市民に恩赦を与える寛大な方針に転換して事態は収まったが、アリエノールはシュジェールの介入に立腹、それを察知したルイ7世はシュジェールを政治から遠ざけ、事情を理解したシュジェールも宮廷に来なくなりサン＝ドニ大聖堂改築に熱中したが、忠告を授ける人間がいなくなったルイ7世はアリエノールへの依存を強めていった。
この頃からアリエノールは夫をせっついて無謀な行為に走らせた。1141年に夫にトゥールーズ遠征を行わせ、失敗した後も妹ペトロニーユと既婚者だったラウル1世を結婚させるため、夫を強引に動かし聖職者たちを動員、ラウル1世と最初の妻エレオノール・ド・シャンパーニュを離婚させた。これがエレオノールの兄ティボー4世の怒りを買いラウル1世との対立に発展、同年にはラウル1世の再婚騒動に加え教会と王の叙任権闘争も起こった。ルイ7世はブールジュの大司教に自分の側近を充てようとして教会と対立、ローマ教皇インノケンティウス2世の忠告にも耳を貸さず、教会側が選出した司教就任予定のピエール・ド・ラ・シャトルをフランスに通さず抵抗、インノケンティウス2世からフランスの聖務停止命令が下された。1142年にはティボー4世の代理としてクレルヴォーのベルナルドゥスが教皇の下へ赴き、訴えを聞いた教皇がラウル1世とペトロニーユ夫妻、離婚に手を貸した聖職者3人とルイ7世を破門しても王は反抗的な態度を改めず、アリエノールは王の側近たちから責められるようになった。
やがてルイ7世はシャンパーニュにも介入、1143年、ペトロニーユ・ラウル1世の結婚に反対してピエール・ド・ラ・シャトルを匿ったティボー4世へ攻撃を企て、ヴィトリー＝アン＝ペルトワの町を攻撃、放火した。この炎が教会に燃え広がり、避難した市民1000人以上が焼かれ死ぬ惨事となり、軍はパリへ帰還したが、衝撃を受けたルイ7世は罪悪感から祈りと瞑想に没頭する日々を送った。王と教会の仲裁に出たベルナルドゥスからの叱責を受けた王はインノケンティウス2世の後を継いだ教皇ケレスティヌス2世により破門と聖務停止命令を解かれ、翌1144年6月11日、サン＝ドニ大聖堂落成式に出席、シュジェールの仲介でラウル1世共々ティボー4世と和解、ブールジュ大司教をシャトルと認めることも了承した。一方、王と共に落成式に出席したアリエノールは王がシュジェールを再起用して自分を政治から遠ざけ始めていることに気付き、王家への影響力保持のためベルナルドゥスに懐妊の祈りを捧げて欲しいと懇願、翌1145年に長女マリーを出産した。しかし、ベルナルドゥスからはルイ7世をそそのかして悪行に走らせた存在として警戒され、妹夫婦の破門解除も聞き入れてもらえなかった。
即位前の1135年から勃発したイングランドの内戦（無政府時代）にも介入、イングランドと同君連合だったノルマンディー公国にも内戦が波及すると、イングランド王スティーブンを支持して息子ウスタシュ（ユースタス）と臣従関係を結び、1138年に妹コンスタンス・ド・フランスをウスタシュと婚約させた（1140年に結婚）。1141年にはスティーブンのノルマンディー公位も認めたが、1144年にスティーブンと対立していたマティルダの夫のアンジュー伯ジョフロワ4世がノルマンディーを奪うと、一転してジョフロワ4世のノルマンディー領有を認めた。シャンパーニュ遠征でノルマンディーにまで手が回らなかったため、ジョフロワ4世から割譲されたヴェクサンとジゾール獲得と臣従で妥協したのだが、ジョフロワ4世とは後に衝突することになる。

### 第2回十字軍遠征
1144年末にエデッサ伯領がザンギーに奪われたとの報せがヨーロッパに届くと、ルイ7世は十字軍参加に応じて2年余りを準備に費やし、1147年にベルナルドゥスの勧誘で知られる第2回十字軍に参加した。アリエノールもアキテーヌ諸侯を説得して参加者を増やし、援助と引き換えにフォントヴロー修道院など教会への寄進や特権の更新も盛んに行い資金を調達、アキテーヌ軍を引き連れ夫と共に参加した。信仰篤い上、1143年の惨劇に対する贖罪を十字軍に求めていたルイ7世に対し、アリエノールは物見遊山目的であり、王妃の随員や衣類などの荷物だけで部隊が形成された上、その護衛部隊も必要となり、進軍の多大な妨げになっていた。こうしたことから、フランス軍がアナトリア半島（小アジア）でルーム・セルジューク朝軍に惨敗した原因ともなった。内実はともかく、国王夫妻はベルナルドゥスの支持を背景にシュジェールや重臣たちの反対を押し切って5月12日にサン＝ドニを出発した。
フランス軍は10月4日に東ローマ帝国（ビザンツ帝国）の首都コンスタンティノープルに到着、皇帝マヌエル1世に歓迎されしばしの休息に浸った。ルイ7世・アリエノール夫妻も皇帝に迎えられ、ルイ7世は質素な生活習慣を堅持して過ごしたが、アリエノールは華麗な宮廷文化に心奪われ、フランスと違う開放的な雰囲気とマヌエル1世の魅力に惹かれた。しかし十字軍兵士と現地人の間で衝突が頻発したり、滞在で軍資金が底をついたルイ7世は本国を守るシュジェールに資金調達依頼を出す有様で、マヌエル1世がセルジューク朝に内通しているという疑いもルイ7世の不安を掻き立てた。
やがて先発していたローマ王コンラート3世の軍が小アジアで東ローマ帝国の裏切りに遭い、誘導されたルートで出くわしたセルジューク軍に敗れ退却（ドリュラエウムの戦い）、敗残兵がニカイアでフランス軍と合流した。惨状を知ったルイ7世は小アジアの南側、エーゲ海と地中海に沿ったルートを進み、アンタルヤ（アダリア）港へ向かうことにしたが、1148年1月6日にピシディア峡谷に到着した所で待ち伏せていたセルジューク軍の奇襲を受け本隊は大損害を受け、後衛部隊を指揮していたルイ7世は救援に向かい奮戦、敵軍は長時間戦闘で疲弊していたため夜に撤退した（カドムス山の戦い）。戦いは1000人近い犠牲者を出し、アリエノールの側近ジョフロワ・ド・ランコンが率いる先発部隊は勝手に本隊と遠く離れて戦闘に参加しなかったことが問題となり、ランコンはポワティエへ召還された。アリエノールのこの戦いの動向は不明だが、ランコンの主君であるため彼女にも非難がおよび、ルイ7世の側近たちから恨みを抱かれた。
3月19日にアンタルヤから海路アンティオキアに入ったフランス軍は一息ついた。そこでアリエノールが叔父のアンティオキア公レーモンと共に、エデッサ伯領であるアレッポとカエサリア奪回することを主張した。この時アリエノールとレーモンは親密であり、情を通じた（近親相姦）とされる説、南フランス風の愛情表現とする説がある。ルイ7世はこれに反対し、アリエノールを拘束してエルサレムに向かった（エルサレム巡礼にこだわったから、エデッサ奪回はレーモンだけ得をすることに反対したから、自分の家臣共々アンティオキアに残ることを主張したアリエノールに我慢ならなかったとも）。レーモンは戦死し、7月のダマスカスへの攻撃（ダマスカス包囲戦）も失敗に終わって、第2回十字軍はそこで解散した。ルイ7世夫妻は1149年の復活祭までエルサレムに留まり、2人は海路イタリアを経由、パレルモでシチリア王ルッジェーロ2世に歓迎され、トゥスクルムで教皇エウゲニウス3世との面会を経て11月11日にフランスに帰国した。
第2回十字軍は失敗だったが、進展した出来事もある。1つ目はテンプル騎士団に関することで、十字軍出発前にテンプル騎士団へパリ郊外の土地を寄進、タンプル塔などが建てられたこの地を中心にテンプル騎士団はフランス管区を拡張、ルイ7世に同行してカドムス山の戦いで奮戦する働きを見せ、東方における重要戦力として注目された。2つ目はフランスの内政で、1145年から1147年にかけて国王会議（クリア・レギス）を開催、十字軍で不在の間王国の平和を確保するため大諸侯の支援と忠誠を取り付けた。以後もルイ7世は重要問題で国王会議を開き、1152年のアリエノールとの離婚協議、1155年の王国全土に適用する10年間の平和決議、1178年に息子フィリップ（後のフィリップ2世）の戴冠式挙行などを決めた。国王会議はフィリップ2世の代に発展して財政・司法が分離され、王権拡大に伴い地方組織と共に拡大していった。

### 離婚へ
十字軍遠征の間にアリエノールとルイ7世の亀裂は決定的となり、1150年にアリエノールは次女アリックスを産んだが、十字軍失敗で非難に晒され、夫からの信頼を失い国政から遠ざけられ孤立した。一方、十字軍の苦難を経て為政者として成長したルイ7世はシュジェールを重用、アリエノールを遠ざけて離別を決意するが彼女の不貞を表沙汰にしたくないこと、及び2人の王女への影響を考えて決心がつかなかった。同年にアンジュー伯ジョフロワ4世と係争が生じ、この問題で和解に尽力しルイ7世夫妻の仲介にも働いたシュジェールの存在もあって躊躇していたが、翌1151年1月13日にシュジェールが死去するとルイ7世は離婚に傾き、手に負えないアリエノールに我慢出来なくなった。
1151年8月、アンジュー伯ジョフロワ4世が長子のノルマンディー公アンリ（英名：ヘンリー、後のイングランド王ヘンリー2世）を伴い、臣従の誓いを捧げるためと、ルイ7世のポワティエ代官ジロー・ベルレと争い捕虜にしたことでベルナルドゥスに破門されたため、釈明も兼ねてフランス宮廷を表敬訪問する。会談はベルナルドゥスのベルレ解放と引き換えにした破門解除の提案をジョフロワ4世が拒否したため決裂、アリエノールはこの時まだアンリに関心を示さなかった。同年9月7日にジョフロワ4世が逝去、アンリがアンジュー伯も兼任する。
翌1152年、アンリは臣従誓約のためにフランス宮廷を再訪。アリエノールは11歳年下のアンリに強い関心を抱き、無政府時代のイングランドのスティーブン王の不当性と討伐を訴えるアンリを支持し、「ルイから自由になったら、財宝を提供する」と語りかけた。これを受けてルイ7世は離別を決意し、3月21日に近親婚であるとして婚姻の無効が成立した（事実上の離婚）。マリーとアリックスは嫡出子と認められ親権はルイ7世に移り、アリエノールが臣下として忠誠を保持し続ける限りルイ7世は彼女の再婚に異議を唱えないことなどが条件に決められた。

### ヘンリー2世との対立と再婚
教皇エウゲニウス3世からの離婚証認教書を受け取るや否や、アリエノールは領地に帰還する。独身となった彼女には、各地からの求婚が相次いだが全てを拒否し、わずか2ヶ月後の5月18日に、アンジュー伯・ノルマンディー公アンリと再婚する。ルイ7世とは近親婚を理由に離婚したにも関わらず、アンリはルイよりも近い血縁関係にあった。再婚は自領を守るために男性が必要不可欠だったからだが、アンリにルイ7世には無い資質と性格（数か国語を操る豊かな教養と荒々しい性格）を見出していたからではないかと言われている。アンリの方も領土拡大および対イングランド支援の野心とアリエノールの成熟した魅力に惹かれていたとされる。また再婚直後にフォントヴロー修道院に多額の寄進を行い、この修道院と生涯を通して密接に関わっていった。
多情なアリエノールの再婚とアンリへの軍資金提供にルイ7世は激怒する。さらに、この結婚によりフランス国土の半分以上がアリエノールとアンリの物となったことは、フランス王国にとって大きな脅威となった（アンジュー帝国）。シュジェールだけでなく1月にティボー4世が亡くなり（ラウル1世も10月に死去）、側近を失い孤立していたルイ7世だったが急ぎ顧問会議を召集、アンリがルイ7世の封臣にも関わらず王の許可無く結婚したことを理由にフランス宮廷への出頭を命令、無視されると7月にアンリの弟ジョフロワを加えてノルマンディーへ出兵した。だがアンリの素早い進軍でジョフロワは降伏、ルイ7世も弟のドルー伯ロベール1世と共にヴェルヌイユを牽制攻撃したが、急病に倒れ休戦を余儀無くされた。スティーブン・ウスタシュ父子の死によりアンリは1154年にイングランド王ヘンリー2世に即位してプランタジネット朝を開き、イングランドも手に入れた。以後もルイ7世はヘンリー2世と西フランスの支配をめぐって紛争を重ね、この大陸のアンジュー帝国は後の英仏間の百年戦争の原因となった。
ヘンリー2世との争いは彼がイングランド王に即位してからも続き、ヘンリー2世はアンジューの支配を固める一方で外交で優位に立ち、1158年にジョフロワがブルターニュ領有を目論んだ矢先に急死すると、自らブルターニュ継承権をルイ7世へ要求してナントを併合、ルイ7世は両方とも承認した。また同年、ヘンリー2世の使者としてフランスに派遣された大法官トマス・ベケットと会談、ヘンリー2世とアリエノールの次男ヘンリー（後の若ヘンリー王）とルイ7世と2番目の妃コンスタンス・ド・カスティーユの娘で1歳にもならないマルグリットの婚約が成立、マルグリットの持参金としてヴェクサンを譲ることも約束した。翌1159年にヘンリー2世はトゥールーズ伯レーモン5世にアキテーヌ公の宗主権を認めさせるためトゥールーズへ侵攻したが、こちらはウスタシュの未亡人だった妹コンスタンスがレーモン5世と再婚していた関係でヘンリー2世の侵攻を妨害・撤退させた。ただし、レーモン5世は1173年にヘンリー2世に臣従している。
アリエノールはヘンリー2世と野望を共有し、当時息子の無かったルイ7世亡き後にイングランド王国とフランス王国がヘンリーの手に入る未来を夢想していたが、1165年にルイ7世が3番目の妃アデル・ド・シャンパーニュとの間に息子フィリップを儲けたため叶わなかった。また、先立つ1160年にルイ7世は政略結婚を通じてシャンパーニュ伯領を治めるブロワ家に接近、アリエノールとの間の娘マリーとアリックスをそれぞれシャンパーニュ伯アンリ1世・ブロワ伯ティボー5世兄弟と婚約、自身もシャンパーニュ伯兄弟の妹アデルと結婚することでプランタジネット家を牽制することを狙った。ヘンリー2世・アリエノール夫妻も対抗して同年にヘンリーとマルグリットの結婚式を挙げ、ヴェクサンを勝手に領有したりしている。

### アンジュー帝国の内戦を誘発
1164年11月、カンタベリー大司教に転任していたトマス・ベケットがヘンリー2世と対立、イングランドからフランスへ亡命すると迎え入れ、ヘンリー2世に反抗する貴族たちも受け入れた。教皇アレクサンデル3世と協力してベケットを匿いながら、ヘンリー2世との和睦を働きかけてたびたび会見の場を用意したが、ベケットとヘンリー2世の和解は実現せず、ベケットは1170年12月19日にヘンリー2世の家来に暗殺された。この間6月にヘンリー2世が挙行した若ヘンリー王の共治王としての戴冠式に際し、マルグリットを戴冠式に出席させなかったことをヘンリー2世に問い質したが、ベケットをイングランドに戻しマルグリットを加えた上で再度若ヘンリー王の戴冠式を行うというヘンリー2世の提案を受けて、ベケットをヘンリー2世に引き渡した（ただし戴冠式はベケット暗殺後の1172年に挙行）。
この頃、ヘンリー2世とアリエノールが不仲になったことを知ると、アンジュー帝国を崩壊させることを画策し始める。1169年、モンミライユでヘンリー2世と会見してベケットとの和解を呼びかけたほか、彼の3人の息子（若ヘンリー王、リチャード、ジェフリー）と臣従を交わし、それぞれにヘンリー2世の領土の分割相続を提案した。了承したヘンリー2世は若ヘンリー王にノルマンディー・アンジュー・メーヌ・トゥーレーヌを、リチャードにはアキテーヌ、ジェフリーにブルターニュを分配し、ルイ7世に臣従礼をとらせることで大陸側の所領を確認させた。リチャードとルイ7世と2番目の妻コンスタンスの娘で9歳のアデル（英名：アレーまたはアリス）の婚約も結ばれ、アデルはイングランド宮廷で養育されたが、ヘンリー2世は結婚を先延ばしにして手元に留め、後にアデルに手を付けたという真偽不明の噂が流れたため、ヘンリー2世とリチャードの対立及びアリエノールがリチャード側に付く原因となった。
1173年3月、好機が訪れた。若ヘンリー王がヘンリー2世に反発してルイ7世の下へ逃れたのである。これはヘンリー2世が末子ジョンへの領土分割（シノン・ルーダン・ミルボーを授与）を公表したことが原因で、若ヘンリー王が父に反乱を起こすと2人の弟リチャード・ジェフリーや母アリエノールも加勢、アキテーヌ全土やイングランドでヘンリー2世に対する反乱が勃発した。ルイ7世は父子の対立に乗じてアンジュー帝国の内戦を誘発すべく若ヘンリー王を支持、フランス諸侯にも参戦を促し、婿のアンリ1世・ティボー5世兄弟を始めブローニュ伯マチュー・フランドル伯フィリップ兄弟、スコットランド王ウィリアム1世も引き入れて反乱を扇動・拡大、自らも若ヘンリー王と共に出兵してノルマンディー、ヴェルヌイユ、ルーアンなどを攻撃・包囲した。
しかし、ヘンリー2世はブラバント人傭兵を率いて猛烈に反撃して敵を蹴散らし、1174年1月にアリエノールを捕らえ監禁、ウィリアム1世も捕虜にする成果を挙げ、息子たちも9月に降伏させた。対するルイ7世はノルマンディーから退却、アンジュー帝国の内戦はヘンリー2世に早期鎮圧されルイ7世の目論見は失敗に終わった。この後病気がちになりフランスの将来を考え、王国に禍根を残さないため1177年9月21日にヘンリー2世との和睦を結んだ。
1179年8月に息子フィリップを共治王に戴冠する直前にフィリップが急病にかかり、看病する中で自身も9月に病気に襲われ半身不随になり、父子共に命の危険に晒されたが、列聖されたベケットの祠に病気治癒を祈願するため、家臣の反対を押し切りフランス王で初めて敵地イングランドを訪れた。ヘンリー2世に丁重に迎えられたルイ7世はベケットの祠を詣で、帰国した時には病気から回復したフィリップに迎えられ、11月1日に戴冠式を行いフィリップを共治王に据えたが、もはや戴冠式に出られないほど体力は衰え、風邪を引いて脳卒中も併発、話すことも動くことも出来なくなった。危篤状態の中で妻と実家のブロワ家がフィリップと対立してフランスでも内乱の危機が生じたが、フランドル伯と手を組んだフィリップは母もろともブロワ家を宮廷から追放、1180年4月28日にフランドル伯の姪イザベル・ド・エノーと結婚、それを見届けたルイ7世は9月18日にサン＝ポンの修道院で崩御した。
サン＝ポンの修道院に埋葬されたが、遺棺は王政復古期の1817年、サン＝ドニ大聖堂に移された。

## 人物・逸話
幼少期から口数の少ない読書好きで思索にふける子供で、修道院で培われた生真面目で信仰心の篤い性格は生涯変わらず、アリエノールと結婚した時点では女性への接し方も知らず、結婚後も性を忌避して夫婦の交わりを少なくして、妻より祈りを優先してアリエノールを失望させた。しかし勇敢な一面も見せ、結婚直後にアリエノールの勧めでタルモン＝サンティレールを訪問した際、誘拐を狙ったタルモン城主ギヨーム・ド・ルゼの部隊に襲われ無我夢中で抵抗、撃退してアリエノールを喜ばせた。第2回十字軍でもカドムス山の戦いで奮戦、劣勢の中でセルジューク軍に抵抗してフランス軍壊滅を避けた。
父の代から始まった国王のパリの長期滞在はルイ7世の時代でも続いたことで、パリはフランスの首都に位置付けられ、統治機構の整備やサン＝ドニ修道院とパリ大学の存在もあり、パリは政治・宗教・文化の中心地として発展した。一方、ルイ7世はアリエノールが北フランスに広めた南フランスの文化を嫌い、離婚した後は払拭に取り掛かり（十字軍で国内が疲弊して、文化人を雇えない財政問題もあった）、騎士道物語と恋愛詩が宮廷から追放され、文法・論理学・修辞学など修道院の教育が宮廷の主流になっていった。アリエノールとの間に出来た2人の娘には厳しく教育、アリエノールの奔放な気風に染まるのを恐れ長女マリーの結婚は1164年まで許さなかったが、皮肉にもマリーは結婚した後はポワティエへ行き母と再会、文芸のパトロンとして大成した母と同じ道を歩むことになる。
内政では堅実に足場を固め王権強化に取り組み、都市のコミューンを承認する証書を与え、王権の味方を増やして貴族を牽制した。これも父の代から始まった政策の継続だが、王領の外に限定したコミューンを王領内部の都市でも認めて範囲を拡大した。また第2回十字軍の参加で王権が司教座へ影響力を及ぼしやすくなり、司教座に国王証書を発給し、王から司教座へのレガリア（俗権）の取得を義務付け、役人と近親者を司教に補任して司教座支配の強化も図った。一方、家政機構で特定の家門がセネシャル（主膳長）、シャンスリエ（官房長）、コネターブル（主馬長）などの役職を世襲・独占するようになり、王の直轄領の役人であるプレヴォも世襲と業務請負が見られ、家政機構の整備は国王会議の専門組織分離と合わせて次の王フィリップ2世の課題となった。
アリエノールと離婚する前と後でルイ7世の行動に変化が見られ、積極的で無謀な軍事行動を繰り返した1140年代とは対照的に、慎重かつ執拗な戦略でもってヘンリー2世に対抗する姿勢へと変わっていった。これはルイ7世の心境の変化の表れと見做され、アリエノールとの結婚生活で敢行した出兵は、妻に夢中で彼女を振り向かせたいがために張り切った行為で、離婚してからは本来の自分を取り戻したと推測されている。離婚に至った理由は、成長して自意識が芽生えたルイ7世とアリエノールの間に生じた相性の悪さの他、ルイ7世が王朝存続のため男子継承者を望んだからと思われる（将来アリエノールが男子を産んだとしても、彼女は十字軍で醜聞にまみれたため男子の出生に疑惑が生じる危険性を孕んでいた）。
アンジュー帝国へ対抗するため外交で手腕を発揮、プランタジネット朝の家族仲の悪さを利用して内乱を煽った。1152年の戦争ではヘンリー2世・ジョフロワ兄弟の対立に便乗して出兵、1159年のヘンリー2世のトゥールーズ伯領遠征では宗主権を活用、大陸ではヘンリー2世が自分の臣下である関係を利用して妨害した。1173年の戦争では父子の不仲に付け込んで対立に介入し、1169年の会見でヘンリー2世の3人の息子たちと臣従の誓いを交わしたことを利用、元妻アリエノールと若ヘンリー王、リチャード、ジェフリーを味方につけ、フランス諸侯やスコットランドなども加えてヘンリー2世を包囲した。しかし、軍事では十字軍以後精彩を欠き、しばしばヘンリー2世に敗れ好機を逃し、1173年の戦争でも勝てなかったため、最終的にヘンリー2世と和睦せざるを得なかった。
フランス王国最初の王令を発布し、王室の修史事業の発端が始められるのもルイ7世の治世であった。「ルイ7世には武人としても政治家としても非凡なところは何もなかった。そのような君主のもとでの王権の増大は、ますます特徴的である」というのは、歴史家アンリ・ピレンヌの評価である。
イングランドの作家ウォルター・マップとの対話で語った次の言葉はルイ7世の素朴さと単純さを表している。「インド諸国の王は宝石、ライオン、ヒョウ、象に取り囲まれて暮らす富裕な王だ。ビザンツ帝国皇帝とシチリア王の誇りは、金と絹の衣装だ。そなたの主人イングランド王には、欠ける物は何一つ無い。それに引き換えフランス王といえば、持ち物はパンと葡萄畑とささやかなお祭り騒ぎぐらいなものだ」。ルイ7世の姿勢は当時の歴史家に好意を持たれ、ウォルター・マップはルイ7世の謙虚ながらも裁判に厳格な姿勢を評価、イングランドの歴史家ウィリアム・オブ・ニューバラもルイ7世の騙され易い単純さを指摘しつつも敬虔さと優しさを称賛している。

## 子女
- 1137年7月25日、ボルドーでアキテーヌ公ギヨーム10世の娘アリエノール・ダキテーヌと結婚したが、1152年3月21日に離婚した。
  - 流産（1137年）
  - マリー（1145年 - 1198年） - シャンパーニュ伯アンリ1世妃
  - アリックス（1150年 - 1183年） - ブロワ伯ティボー5世妃

- 1154年にカスティーリャ王アルフォンソ7世の娘コンスタンス・ド・カスティーユと再婚、1160年に死別した。
  - マルグリット（1158年 - 1197年） - イングランド国王若ヘンリー王（父ヘンリー2世と共治）妃、若ヘンリー没後にハンガリー王ベーラ3世妃
  - アデル（アデライードとも、1160年 - 1220年頃） - リチャード1世の婚約者、後にポンチュー伯ギヨーム4世妃、ヴェクサン女伯

- 1160年にシャンパーニュ伯兼ブロワ伯ティボー4世の娘アデル・ド・シャンパーニュと再々婚した。 
  - フィリップ2世（1165年 - 1223年） - フランス王
  - アニェス（アンヌとも、1171年 - 1220年） - 東ローマ皇帝アレクシオス2世コムネノス后、同アンドロニコス1世コムネノス后、テオドロス・ブラナスと再々婚。